# 11585 Orlandelassus
A 11585 Orlandelassus (ideiglenes jelöléssel 1994 RB17) a Naprendszer kisbolygóövében található aszteroida. Eric Walter Elst fedezte fel 1994. szeptember 3-án.
Nevét Orlande de Lassus (1532 – 1594) franko-flamand zeneszerző után kapta.